# Exyrias akihito
Exyrias akihito (лат.) — вид лучепёрых рыб из семейства Gobiidae.

## Распространение
Встречается в прибрежных водах от Южной Японии (острова Яэяма), Филиппин, Индонезии до Новой Гвинеи и Большого Барьерного рифа (северо-восток Австралии). Также найдены около Маршалловых островов.

## Описание
Мелкие бычковые рыбы (до 10 см). Обитают на небольшой глубине в коралловых рифах (от 10 до 50 м). Представители этого вида раньше относились к широко распространенному виду Exyrias belissimus, но он отличается от этого вида по ряду аспектов, особенно очень длинными шипами спинного плавника и более светлой окраской с многочисленными желтыми или оранжевыми пятнами. Он также отличается предпочтением местообитаний: E. belissimus — это вид мутных вод, обитающих на дне, в то время как E. akihito предпочитает чистую воду и обычно встречается на коралловых щебнях или песчаных участках возле коралловых рифов на глубине 10—43 м. Вид был впервые описан в 2005 году ихтиологами Джеральдом Алленом (Western Australian Museum, Перт, Австралия) и Джоном Рэнделлом (Bishop Museum, Гонолулу, Гавайи, США). Назван в честь японского императора Акихито, известного своим интересом к ихтиологии и автора нескольких десятков научных публикаций.